# Équipe cycliste Doltcini-Van Eyck Sport
L'équipe cycliste Doltcini-Van Eyck Sport était une équipe cycliste féminine basée en Belgique. Elle disparait à la fin de la saison 2021.

## Classements UCI
Ce tableau présente les places de l'équipe au classement de l'Union cycliste internationale en fin de saison, ainsi que ses meilleures coureuses au classement individuel.
| Classement UCI | Classement UCI         | Classement UCI                              | Classement UCI |
| Année          | Classement par équipes | Meilleure coureuse au classement individuel |                |
| -------------- | ---------------------- | ------------------------------------------- | -------------- |
| 2016           | 27e                    | Monique van de Ree (76e)                    |                |
| 2017           | 24e                    | Monique van de Ree (63e)                    |                |
| 2018           | 22e                    | Sofie De Vuyst (69e)                        |                |
| 2019           | 24e                    | Tetyana Riabchenko (135e)                   |                |
| 2020           | 18e                    | Blanka Vas (66e)                            |                |
| 2021           | 29e                    | Kathrin Schweinberger (143e)                |                |
|                |                        |                                             |                |
| Source : UCI   |                        |                                             |                |

À partir de 2016, l'équipe prend part à l'UCI World Tour féminin.
| UCI World Tour | UCI World Tour         | UCI World Tour                              | UCI World Tour |
| Année          | Classement par équipes | Meilleure coureuse au classement individuel |                |
| -------------- | ---------------------- | ------------------------------------------- | -------------- |
| 2016           | 26e                    | Monique van de Ree (74e)                    |                |
| 2017           | 22e                    | Sofie De Vuyst (89e)                        |                |
| 2018           | 25e                    | Kelly Druyts (87e)                          |                |
| 2019           | 21e                    | Pascale Jeuland-Tranchant (90e)             |                |
| 2020           | 21e                    | Christina Schweinberger (124e)              |                |
| 2021           | 32e                    | Kathrin Schweinberger (152e)                |                |
|                |                        |                                             |                |
| Source : UCI   |                        |                                             |                |

## Principales victoires
Cyclisme sur route

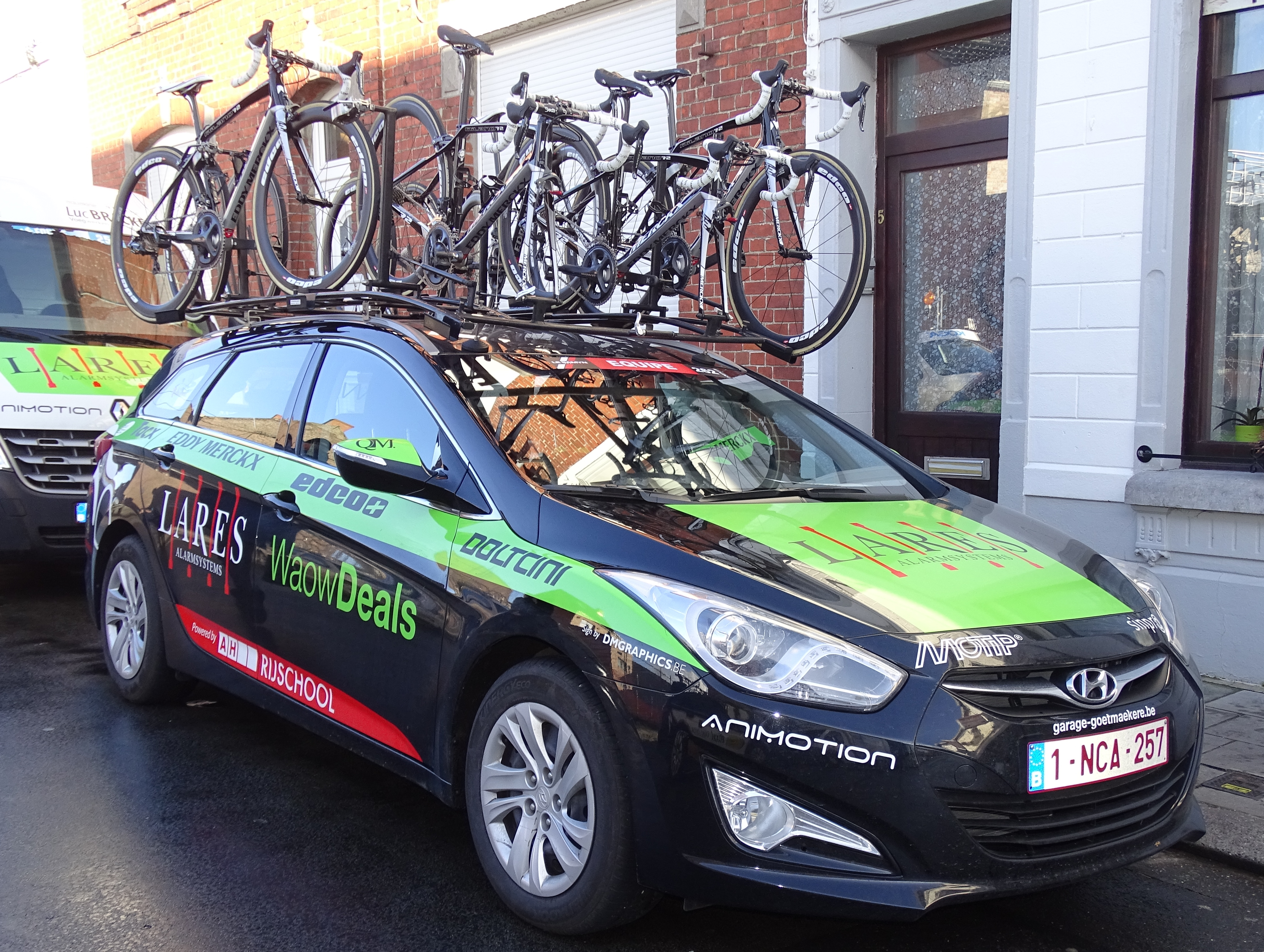
Voiture de l'équipe en 2016

- Championnats de Belgique : 1
  - Course en ligne : 2019 (Jesse Vandenbulcke)
- Championnats de France : 1
  - Contre-la-montre : 2019 (Séverine Eraud)
- Championnats du Portugal : 4
  - Course en ligne : 2018, 2019 (Daniela Reis)
  - Contre-la-montre : 2018, 2019 (Daniela Reis)

## Encadrement
Depuis 2016, le gérant de l'équipe est Marc Bracke. Il avait déjà géré l'équipe Sengers Ladies de 2012 à 2013. Il est assisté de Bart Faes.
Marc Bracke a mis fin à ses jours, en octobre 2022, suite aux accusations supposées de harcèlement sexuel de l'ancienne cycliste professionnelle Marion Sicot. Celle-ci avait porté plainte contre son directeur sportif, plainte classée sans suite en justice en août 2022. En septembre 2022, Marc Brake a porté à nouveau l'affaire devant la justice en portant plainte pour diffamation contre l'ancienne cycliste Marion Sicot.

## Partenaires
Les partenaires principaux sont Lares, une marque de système d'alarme, et Waowdeal une société proposant des cartes de réduction dans diverses enseignes.
Les cycles sont de la marque Eddy Merckx puis Williers.

## Saisons précédentes

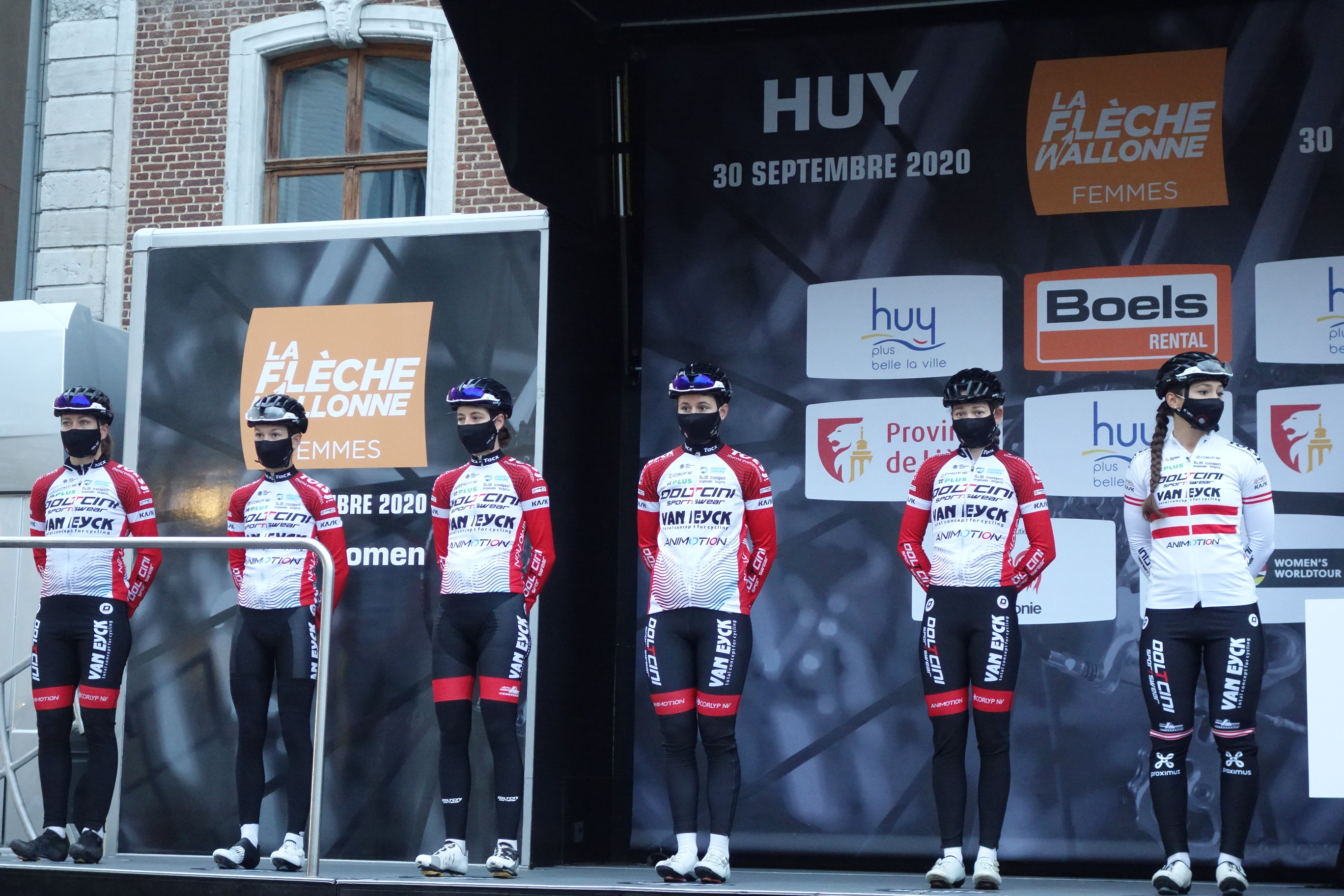
Équipe au départ de la Flèche wallonne

## Doltcini-Van Eyck Sport-Proximus en 2021

### Effectif
| Effectif 2021               | Effectif 2021     | Effectif 2021    | Effectif 2021                               |
| Cycliste                    | Date de naissance | Pays             | Équipe précédente                           |
| --------------------------- | ----------------- | ---------------- | ------------------------------------------- |
| Amber Aernouts              | 25 octobre 2000   | Pays-Bas         | Multum Accountants (2020)                   |
| Minke Bakker                | 11 mars 1997      | Pays-Bas         | Jan van Arckel (2019)                       |
| Marieke de Groot            | 29 octobre 1985   | Pays-Bas         | Jos Feron Lady Force (2019)                 |
| Mieke Docx                  | 8 juin 1996       | Belgique         |                                             |
| Olha Kulynych               | 1 février 2000    | Ukraine          | Ciclotel (2020)                             |
| Jade Lenaers                | 30 novembre 2001  | Belgique         |                                             |
| Kelly Markus                | 7 février 1993    | Pays-Bas         | Team Rytger (2015)                          |
| Jenna Merrick               | 25 février 2000   | Nouvelle-Zélande | Mike Greer Homes Womens Cycling Team (2019) |
| Lotte Popelier              | 21 mai 2001       | Belgique         |                                             |
| Dina Scavone                | 10 août 2001      | Belgique         |                                             |
| Christina Schweinberger     | 29 octobre 1996   | Autriche         | Health Mate-Ladies Team (2019)              |
| Kathrin Schweinberger       | 29 octobre 1996   | Autriche         | Health Mate-Ladies Team (2019)              |
| Nicole Steigenga            | 27 janvier 1998   | Pays-Bas         | Bepink (2019)                               |
| Fien Van Eynde              | 8 septembre 1998  | Belgique         |                                             |
| Bryony van Velzen           | 14 mai 1996       | Pays-Bas         | Ciclotel (2020)                             |
| Blanka Vas (1 janv.–31 mai) | 3 septembre 2001  | Hongrie          |                                             |
|                             |                   |                  |                                             |
| Source : ProCyclingStats    |                   |                  |                                             |

## Victoires

### Sur route
| Victoires | Victoires                        | Victoires | Victoires | Victoires             | Victoires |
| Date      | Course                           | Pays      | Classe    | Vainqueur             |           |
| --------- | -------------------------------- | --------- | --------- | --------------------- | --------- |
| 20 juin   | Championnat d'Autriche sur route | Autriche  | CN        | Kathrin Schweinberger |           |

### Classement mondial
| Classement UCI | Classement UCI          | Classement UCI | Classement UCI |
| Coureuse       | Coureuse                | Pays           | Points         |
| -------------- | ----------------------- | -------------- | -------------- |
| 143e           | Kathrin Schweinberger   | Autriche       | 153 pts        |
| 143e           | Christina Schweinberger | Autriche       | 153 pts        |
| 303e           | Nicole Steigenga        | Pays-Bas       | 65 pts         |
| 399e           | Olha Kulynych           | Ukraine        | 46 pts         |
| 426e           | Minke Bakker            | Pays-Bas       | 43 pts         |
| 867e           | Bryony van Velzen       | Pays-Bas       | 5 pts          |
| 946e           | Mieke Docx              | Belgique       | 4 pts          |
| 955e           | Victoire Berteau        | France         | 3 pts          |